# سری (ریاضیات)

سری همسازمقدار یک سری را می‌توان به این صورت تصوّر کرد:
جمع مساحت مستطیل‌های به طول یک و عرض

در ریاضیات، یک سریِ متناظر با یک دنباله مانند {\displaystyle \{a_{n}\}}، از مجموع جزئی تمامی اعضای دنبالهٔ {\displaystyle \{a_{n}\}} به دست می‌آید.
سری‌ها به دو صورت {\displaystyle a_{1}+a_{2}+\cdots } یا {\displaystyle \sum a_{n}} نمایش داده می‌شوند.
بررسی سری‌ها بخش بزرگی از حسابان را تشکیل می‌دهد. به علاوه، سری‌ها در رشته‌های بسیاری از ریاضیات از جمله ترکیبیات استفاده می‌شوند. سری‌ها کاربرد بسیاری در رشته‌هایی چون علوم رایانه، فیزیک و مالی دارند.

## تعریف
برای دنباله‌های متناهی با طول {\displaystyle n}، این مقدار برابر {\displaystyle \sum _{k=1}^{n}a_{k}} تعریف می‌شود.
برای دنباله‌های نامتناهی، این مقدار به کمک حد مجموع جزئی تعریف می‌شود:
{\displaystyle a_{1}+a_{2}+\ldots =\sum _{k=1}^{\infty }a_{n}=\lim _{n\to \infty }\sum _{k=1}^{n}a_{k}}
اگر چنین حدی وجود داشته باشد، سری، همگرا نامیده می‌شود و در غیر این صورت واگرا.

## سری‌های خاص

### سری حسابی
سری‌های حسابی مجموع جزئی یک تصاعد حسابی است و به صورت زیر نوشته می‌شود:
{\displaystyle \sum _{n=0}^{k}(an+b);}

### سری هندسی
سری‌های هندسی مجموع اعضای یک تصاعد هندسی است و به صورت زیر نوشته می‌شود:
{\displaystyle \sum _{k=0}^{\infty }ar^{k}=a+ar+ar^{2}+ar^{3}+...+ar^{k}+...(a\neq 0)}
قضیه: یک سری هندسی همگرا ست اگر و تنها اگر {\displaystyle |r|<1}.

### سری همساز

سری هارمونیک یا همساز به صورت زیر نوشته می‌شود:
{\displaystyle {1 \over 1}+{1 \over 2}+{1 \over 3}+\cdots =\sum _{n=1}^{\infty }{1 \over n}}
این سری از مثال‌های معروفی ست که دنبالهٔ آن همگرا ست ولی سری واگرا ست.

#### p-سری‌ها
این سری‌ها تعمیمی از سری همساز هستند: {\displaystyle \sum _{n=1}^{\infty }{1 \over n^{p}}}
این سری‌ها تنها در صورتی همگرا هستند که {\displaystyle p>1} باشد.
این سری‌ها، به عنوان تابعی از {\displaystyle p}  به «تابع زتای ریمان» معروف اند و به صورت {\displaystyle \zeta (p)=\sum _{n=1}^{\infty }{1 \over n^{p}}} نمایش داده می‌شوند.

### سری گرندی
سری {\displaystyle 1-1+1-1+\cdots } یک سری واگرا ست که دنبالهٔ آن نیز واگرا ست.

#### روش‌های غلط برای محاسبهٔ مقدار سری
- {\displaystyle 1-1+1-1+\cdots =(1-1)+(1-1)+\cdots =0+0+\cdots =0}
- {\displaystyle 1-1+1-1+\cdots =1+(-1+1)+(-1+1)+\cdots =1+0+0+\cdots =1}
- {\displaystyle s=1-1+1-1+\cdots \Rightarrow s=1-s\Rightarrow 2s=1\Rightarrow s={1 \over 2}}

اشتباهی که در این محاسبات وجود دارد این است که فرض شده مقدار سری وجود دارد که فرض نادرستی ست. این مقدار وجود ندارد و سری واگرا ست.

### نصف مسیر باقی‌مانده

یک اثبات تصویری برای به دست آوردن مقدار

این مسأله از پارادوکس‌های زنون بوده و به شرح زیر است:
هیچ دونده‌ای نمی‌تواند به انتهای مسیر خود برسد زیرا قبل از رسیدن به انتهای مسیر، باید نصف مسیر باقی‌مانده را طی کند.
اگر طول مسیر را واحد در نظر بگیریم، این مسأله معادل این است که هر چه قدر شروع به جمع کردن سری {\displaystyle {1 \over 2}+{1 \over 4}+{1 \over 8}+\cdots +{1 \over 2^{n}}+\cdots } کنیم، به مقدار دقیق ۱ نمی‌رسیم.
به عبارت دیگر در دنبالهٔ مجموع جزئی {\displaystyle s_{n}={1 \over 2}+{1 \over 4}+{1 \over 8}+\cdots +{1 \over 2^{n}}=1-{1 \over 2^{n}}} هیچ عضو آن برابر ۱ نیست.
این ادّعا غلط است زیرا مقدار سری برابر حد مجموع جزئی ست.

### سری با جملات مثبت یا جملات منفی
اگر {\displaystyle \{a_{n}\}} همواره مثبت یا همواره منفی باشد:
- دنبالهٔ مجموع جزئیِ متناظر آن یکنوا خواهد بود.
- سری {\displaystyle \sum a_{n}} همگرا (و همچنین مطلقاً همگرا) ست اگر و تنها اگر دنبالهٔ مجموع جزئیِ {\displaystyle a_{n}} کران‌دار باشد[۲].

### سری تلسکوپی
اگر {\displaystyle a_{n}=b_{n}-b_{n+1}}، در آن صورت سری {\displaystyle \sum _{k=1}^{\infty }a_{k}} را «تلسکوپی» می‌نامیم.
قضیه: سری تلسکوپی تنها در صورتی همگرا ست که {\displaystyle \{b_{n}\}} همگرا باشد و در آن صورت: {\displaystyle \sum _{k=1}^{\infty }a_{k}=b_{1}-B}

### سری متناوب
برای دنبالهٔ {\displaystyle \{a_{n}\}}، سری متناوب آن به صورت {\displaystyle a_{1}-a_{2}+a_{3}-a_{4}+\ldots =\sum _{k=1}^{\infty }(-1)^{n-1}a_{n}} است.

#### آزمون همگرایی (قضیهٔ لایبنیتز)
اگر {\displaystyle \{a_{n}\}} دنبالهٔ مثبت و نزولی با حد صفر باشد، سری متناوب آن همگرا ست.

## ویژگی‌ها و قضایای مرتبط
- قضیه: اگر {\displaystyle \sum _{k=1}^{\infty }a_{n}} همگرا باشد، {\displaystyle \sum _{k=c}^{\infty }a_{n}} نیز (به ازای هر {\displaystyle c} طبیعی) همگرا ست و بالعکس. بنا بر این، برای تعیین همگرایی سری، تفاوتی بین {\displaystyle \sum _{k=1}^{\infty }a_{n}} و {\displaystyle \sum a_{n}} وجود ندارد[۲].
- قضیه: {\displaystyle \sum _{k=1}^{\infty }(\alpha a_{n}+\beta b_{n})=\alpha \sum _{k=1}^{\infty }a_{n}+\beta \sum _{k=1}^{\infty }b_{n}}[۲]
- قضیه: اگر {\displaystyle \sum a_{n}} همگرا باشد و {\displaystyle \sum b_{n}} واگرا باشد {\displaystyle \sum (a_{n}+b_{n})} واگرا ست[۲].

### مطلقاً همگرا
- سری {\displaystyle \sum a_{n}} را «مطلقاً همگرا» می‌نامیم اگر {\displaystyle \sum |a_{n}|} همگرا باشد[۲].
- هر سری مطلقاً همگرا، همگرا نیز هست[۲].
- هر سری واگرا، مطلقاً واگرا نیز هست.

## آزمون‌های همگرایی

### آزمون جملهٔ nـُم
اگر سری {\displaystyle \sum a_{n}} همگرا باشد، باید {\displaystyle \lim _{n\to \infty }a_{n}=0} باشد.
اگر {\displaystyle \lim _{n\to \infty }a_{n}\neq 0} یا {\displaystyle \lim _{n\to \infty }a_{n}} وجود نداشته باشد، سری {\displaystyle \sum a_{n}} باید واگرا باشد.

### آزمون‌های سری مثبت یا منفی
این آزمون‌ها تنها در صورتی کاربرد دارند که جملات دنباله‌ها همواره مثبت یا همواره منفی باشند

#### آزمون‌های مقایسه‌ای

##### آزمون مقایسه‌ای مستقیم
- اگر {\displaystyle a_{n}\leq b_{n}}، سری‌های {\displaystyle \sum a_{n}} و {\displaystyle \sum b_{n}} یا هر دو مطلقاً همگرا هستند و یا هر دو واگرا.
- تعمیم: اگر {\displaystyle |a_{n}|\leq c|b_{n}|}، سری‌های {\displaystyle \sum a_{n}} و {\displaystyle \sum b_{n}} یا هر دو مطلقاً همگرا هستند و یا هر دو واگرا[۲].

##### آزمون مقایسه‌ای حدّی
- اگر {\displaystyle \lim _{n\to \infty }{a_{n} \over b_{n}}=1}، سری‌های {\displaystyle \sum a_{n}} و {\displaystyle \sum b_{n}} یا هر دو مطلقاً همگرا هستند و یا هر دو واگرا[۲].
- تعمیم: اگر {\displaystyle \lim _{n\to \infty }{a_{n} \over b_{n}}=c\neq 0}، سری‌های {\displaystyle \sum a_{n}} و {\displaystyle \sum b_{n}} یا هر دو مطلقاً همگرا هستند و یا هر دو واگرا.
- اگر {\displaystyle \sum b_{n}} همگرا باشد و {\displaystyle \lim _{n\to \infty }{a_{n} \over b_{n}}=0}، سری {\displaystyle \sum a_{n}} نیز همگرا ست.
- اگر {\displaystyle \sum a_{n}} واگرا باشد و {\displaystyle \lim _{n\to \infty }{a_{n} \over b_{n}}=0}، سری {\displaystyle \sum b_{n}} نیز واگرا ست.

##### آزمون مقایسه‌ای اُردر
دو آزمون بالا معادل یکدیگر هستند و به مفهوم دیگری مرتبط اند: نماد O بزرگ و تحلیل مجانبی.
تعریف: اگر {\displaystyle \lim _{n\to \infty }{a_{n} \over b_{n}}=c\neq 0}، می‌نویسیم {\displaystyle a_{n}\sim b_{n}} (یا {\displaystyle a_{n}\in \Theta (b_{n})}) و می‌خوانیم {\displaystyle \{a_{n}\}} و {\displaystyle \{b_{n}\}} «به صورت مجانبی برابر» اند.
تعریف: اگر {\displaystyle \lim _{n\to \infty }{a_{n} \over b_{n}}=c}، می‌نویسیم {\displaystyle a_{n}\in {\mathcal {O}}(b_{n})} و می‌خوانیم {\displaystyle \{b_{n}\}} دنبالهٔ {\displaystyle \{a_{n}\}} را «به صورت مجانبی محدود» می‌کند (یا {\displaystyle \{a_{n}\}} از اردر {\displaystyle \{b_{n}\}} است).
طبق تعریف، اگر دو دنباله یکدیگر را به صورت مجانبی محدود کنند، آن دو به صورت مجانبی با یکدیگر برابر اند.
- اگر {\displaystyle a_{n}\sim b_{n}}، سری‌های {\displaystyle \sum a_{n}} و {\displaystyle \sum b_{n}} یا هر دو مطلقاً همگرا هستند و یا هر دو واگرا.
- اگر {\displaystyle \sum b_{n}} همگرا باشد و {\displaystyle a_{n}\in {\mathcal {O}}(b_{n})} باشد، سری {\displaystyle \sum a_{n}} نیز همگرا ست.
- اگر {\displaystyle \sum a_{n}} واگرا باشد و {\displaystyle a_{n}\in {\mathcal {O}}(b_{n})} باشد، سری {\displaystyle \sum b_{n}} نیز واگرا ست.

#### آزمون انتگرال
اگر تابع {\displaystyle f} همواره مثبت باشد و {\displaystyle \{s_{n}\}=\sum _{x=1}^{n}f(x)} و {\displaystyle \{t_{n}\}=\int _{1}^{n}f(x)dx}، در این صورت دنباله‌های {\displaystyle \{t_{n}\}} و {\displaystyle \{s_{n}\}} یا هر دو همگرا هستند یا هر دو واگرا.

#### آزمون‌های کوشی

##### آزمون ریشه
- اگر {\displaystyle \lim _{n\to \infty }{\sqrt[{n}]{a_{n}}}<1} سری {\displaystyle \sum a_{n}} همگرا ست[۲].
- اگر {\displaystyle \lim _{n\to \infty }{\sqrt[{n}]{a_{n}}}>1} سری {\displaystyle \sum a_{n}} واگرا ست.

##### آزمون نسبت
- اگر {\displaystyle \lim _{n\to \infty }{a_{n+1} \over a_{n}}<1} سری {\displaystyle \sum a_{n}} همگرا ست[۲].
- اگر {\displaystyle \lim _{n\to \infty }{a_{n+1} \over a_{n}}>1} سری {\displaystyle \sum a_{n}} واگرا ست.

## تغییر آرایش
کوشی کشف کرد که ممکن است با تغییر آرایش یک سری، مقدار آن تغییر کند. به عنوان مثال سری
{\displaystyle {1 \over 1}-{1 \over 2}+{1 \over 3}-{1 \over 4}+{1 \over 5}-{1 \over 6}+\cdots =\ln(2)}
امّا اگر آرایش این سری را به طوری تغییر دهیم که پس از هر دو مثبت، یک منفی ظاهر شود، به مقدار دیگری می‌رسیم:
{\displaystyle {1 \over 1}+{1 \over 3}-{1 \over 2}+{1 \over 5}+{1 \over 7}-{1 \over 4}+\cdots ={3 \over 2}\ln(2)}
دقّت کنید که در هر دو سری، هر تقسیم فرد به صورت مثبت و یک بار و هر تقسیم زوج نیز به صورت منفی و یک بار ظاهر می‌شود؛ پس سری دوم به درستی آرایشی از سری اوّل است.

### سری مطلقاً همگرا
قضیه: هر گونه آرایشی از یک سری مطلقاً همگرا مقدار یکسانی دارد.
همچنین ریمان اثبات کرد که برای هر سری همگرا که مطلقاً همگرا نباشد می‌توان آرایشی معرّفی کرد که در آن مقدار سری تغییر کند.

## سری‌های توانی
هر سری به صورت {\displaystyle \sum _{n=0}^{\infty }a_{n}(x-c)^{n}} را یک سری توانی به مرکز {\displaystyle c} می‌نامیم. در نتیجه هر سری به صورت {\displaystyle \sum _{n=0}^{\infty }a_{n}x^{n}} را یک سری توانی به مرکز ۰.
سری تیلور یک نوع سری توانی ست.